# Maldinni Khadehola, Sindhnur
Maldinni Khadehola là một làng thuộc tehsil Sindhnur, huyện Raichur, bang Karnataka, Ấn Độ.